# Campeonato Mundial Interclubes de Basquete de 1973
A Copa Intercontinental da FIBA de 1973 William Jones foi a 7ª edição da Copa Intercontinental da FIBA para clubes de basquete masculino. Aconteceu no Ginásio do Ibirapuera, São Paulo. Da FIBA European Champions Cup participaram Ignis Varese e Jugoplastika, do Campeonato Sul-Americano de Clubes participaram Sírio e Vaqueros de Bayamón, e da NABL participaram os Lexington Marathon Oilers.

## Fase Única
Primeira Rodada
| Equipe 1     | Resultado | Equipe 2            |
| ------------ | --------- | ------------------- |
| Ignis Varese | 94–66     | Vaqueros de Bayamón |
| Sírio        | 96–75     | Jugoplastika        |

Segunda Rodada
| Equipe 1                  | Resultado | Equipe 2            |
| ------------------------- | --------- | ------------------- |
| Lexington Marathon Oilers | 93–103    | Sírio               |
| Jugoplastika              | 76–84     | Vaqueros de Bayamón |

Terceira Rodada
| Equipe 1            | Resultado | Equipe 2                  |
| ------------------- | --------- | ------------------------- |
| Ignis Varese        | 92–78     | Jugoplastika              |
| Vaqueros de Bayamón | 80–76     | Lexington Marathon Oilers |

Quarta Rodada
| Equipe 1                  | Resultado | Equipe 2            |
| ------------------------- | --------- | ------------------- |
| Lexington Marathon Oilers | 93–103    | Sírio               |
| Jugoplastika              | 76–84     | Vaqueros de Bayamón |

Quinta Rodada
| Equipe 1     | Resultado | Equipe 2                  |
| ------------ | --------- | ------------------------- |
| Jugoplastika | 102–84    | Lexington Marathon Oilers |
| Sírio        | 81–74     | Ignis Varese              |

## Classificação Final
|    | Equipe                    | Pld | Pontos | C | eu | PF  | PA  |
| -- | ------------------------- | --- | ------ | - | -- | --- | --- |
| 1. | Ignis Varese              | 4   | 6      | 3 | 1  | 364 | 314 |
| 2. | Sírio                     | 4   | 6      | 3 | 1  | 369 | 334 |
| 3. | Vaqueiros de Bayamón      | 4   | 6      | 3 | 1  | 322 | 335 |
| 4. | Jugoplastika              | 4   | 2      | 1 | 3  | 331 | 356 |
| 5. | Lexington Marathon Oilers | 4   | 0      | 0 | 4  | 342 | 389 |

| Campeonato Mundial Interclubes de Basquete de 1973 |
| Itália                                             |
| -------------------------------------------------- |
| Ignis Varese Campeão (3º título)                   |